# Mesopristes kneri
Mesopristes kneri är en fiskart som först beskrevs av Bleeker, 1876.  Mesopristes kneri ingår i släktet Mesopristes och familjen Terapontidae. Inga underarter finns listade i Catalogue of Life.